# Euryopis giordanii
Euryopis giordanii là một loài nhện trong họ Theridiidae.
Loài này thuộc chi Euryopis. Euryopis giordanii được Lodovico di Caporiacco miêu tả năm 1950.